# Przybynów
Przybynów – wieś w Polsce położona w województwie śląskim, w powiecie myszkowskim, w gminie Żarki.
W miejscowości istniał klub piłki nożnej noszący nazwę KS „Orzeł”, który z w 2009 r. został zlikwidowany z powodu braku sponsora. Barwami klubowymi zawodników były czerwień i czerń.
| SIMC    | Nazwa               | Rodzaj    |
| ------- | ------------------- | --------- |
| 0147588 | Kępina Przybynowska | część wsi |
| 0147594 | Pohulanka           | część wsi |
| 0147602 | Tarnawa             | część wsi |

## Historia
Założycielem wsi Przybynów jest najprawdopodobniej Przybysław z Lgoty (aktualnie Lgota Błotna) – protoplasta Rodu Wilczyńskich Herbu Poraj.
Parafia rzymskokatolicka pw. św. Mikołaja jest wymieniana w źródłach po raz pierwszy w 1306 r., ale zapewne jej początki sięgają 2. połowy XIII w. Pierwszy kościół drewniany pw. św. Piotra i Pawła Apostołów wspomniany jest w 1306 r., kiedy został obrabowany przez najemnych żołnierzy. Pisze o nim Jan Długosz w „Liber Beneficiorum” w 1470 r. Kościół przetrwał przypuszczalnie ok. 250 lat. w 1595 r. w Przybynowie był już kościół murowany, zbudowany prawdopodobnie w połowie XVI w. na miejscu poprzedniego, sfinansowany zapewne przez fundację Myszkowskich. Był on krótszy o 1/3 od dzisiejszego kościoła, wieżę z podłużnym piramidalnym zwieńczeniem posiadał od frontu. Pokryty był gontem, nie miał sklepienia, lecz pułap. Pierwotnie renesansowy, przebudowany został w 1770 r. w stylu barokowym. Proboszczem był wówczas ks. Marcin Koźlicki, a przebudowę ufundował hrabia Adam Męcicki, starosta bodaczowski. Konsekracji dokonano 22 lipca 1777 r. a dokonał tego Ignacy Kozierowski – biskup sufragan gnieźnieński. W pierwszej połowie XIX w. świątynia znacznie podupadła. W 1862 r. poddano ją gruntownemu remontowi. Wieżę pokryto wówczas blachą. W 1863 konsekrował go ponownie po remoncie biskup Maciej Majerczak, administrator diecezji kieleckiej. Kościół ten nie uniknął pożaru, podczas którego stopiły się dwa dzwony umieszczone w wieży kościelnej. Było to w 1849 r. Dzwony odlane potem na miejscu przez Jana Żucha z Żarnowca zabrali Austriacy. Po nieudanym odlewie nowych dzwonów w 1926 r. sprowadzono z Węgrowca obecnie używane o wadze 607 kg. W latach 1911–1912 staraniem ks. Adama Adamka powiększono kościół dodając dwa przęsła, arkady, zakrystię i nową kopulastą wieżę. Cały kościół pokryto dachówką. W kościele jest kilka obrazów. Najważniejszy to obraz Matki Bożej z Dzieciątkiem, który podobno tutejszemu kościołowi ofiarował król Jan III Sobieski. Dawniej ściany i ołtarze zdobiły 24 kryształowe lustra. W 1962 r. za kadencji ks. Stanisława Poroszewskiego wnętrze kościoła zostało odmalowane i odnowiono ołtarz główny. Księża Janusz Rakowski i Roman Cer poczynili starania o to by w latach 1995–1996 kościół pokryto blachą miedzianą.
W 1595 roku wieś położona w powiecie lelowskim województwa krakowskiego była własnością Aleksandra Myszkowskiego.
W latach 1954-1959 wieś była siedzibą gromady Przybynów, od 1960 siedzibę gromady przeniesiono do Żarek, pozostawiając nazwę gromady. W latach 1973–1976 miejscowość była siedzibą gminy Przybynów, którą zniesiono przyłączając jej obszar do gminy Żarki. W latach 1975–1998 miejscowość administracyjnie należała do województwa częstochowskiego.